# جمهورية بيرو العليا
جمهورية بيرو العليا (بالإسبانية: República del Alto Perú)‏ كانت دولة غير معترف بها تشكلت في عام 1828 بعد ثورة قادها بيدرو بلانكو سوتو وخوسيه رامون دي لوايزا باتشيكو نتيجة للحرب البيروفية البوليفية عام 1828.

## التاريخ
بسبب سياسة عدم تدخل جامارا في بوليفيا، ثار بلانكو سوتو ولوايزا باتشيكو في سبتمبر 1828، مع إعلان الأخير استقلال إدارة لا باز تحت اسم جمهورية بيرو العليا. ومع هذه السيطرة المحدودة، فقد طالبت بكامل الدولة البوليفية. لقد تسبب هذا في انعقاد جمعية جديدة اجتمعت في مقاطعة تشوكيساكا في اتفاقية ديسمبر 1828، والتي تألفت في الغالب من مؤيدي جامارا، الذين عينوا بلانكو رئيسًا والنائب العام الحالي لوايزا في 26 ديسمبر.
ومع ذلك، فإن الإجراءات التي اتخذتها حكومته الجديدة لم تكن تروق للقيادة العسكرية البوليفية، وخاصة تلك التي يرأسها خوسيه باليفيان، القومي البوليفي. بعد 5 أيام، خَلع بلانكو، وفي 31 ديسمبر 1828، أُطيح بحكومة بلانكو عندما كان الرئيس يستعد للذهاب إلى قداس يرتدي ملابس كاملة. اعتقل باليفيان نائب الرئيس لوايزا عند مدخل القصر الوطني. حاول بلانكو سوتو الاختباء في مرحاض ولكن تم أسره أيضًا وتقييد ذراعه بالحبال تم نقله إلى دير ريكوليتا حيث قتله الحارس الذي كان يتولى حراسته في 1 يناير 1829. مع وفاة بلانكو سوتو واعتقال لوايزا، تنتهي جمهورية بيرو العليا المشؤومة.